# Yvelines
Yvelines /ivˈlin/ è un dipartimento francese della regione dell'Île-de-France. Il nome del dipartimento deriva dalla foresta di Yveline, di cui si è salvata dalla deforestazione solo la parte del massiccio di Rambouillet.

## Descrizione
Il dipartimento è stato creato il 1º gennaio 1968, grazie all'applicazione della legge del 10 luglio 1964 che prevedeva la suddivisione dell'antico dipartimento di Seine-et-Oise. Il territorio del dipartimento confina con i dipartimenti del Val-d'Oise a nord, degli Hauts-de-Seine a est, dell'Essonne a sud-est, dell'Eure-et-Loir a sud-ovest e dell'Eure a ovest. Le principali città, oltre al capoluogo Versailles, sono Mantes-la-Jolie, Rambouillet e Saint-Germain-en-Laye. È amministrato dal consiglio dipartimentale degli Yvelines.
Turisticamente, il dipartimento offre moltissime attrazioni, a partire dalla reggia di Versailles e dai numerosi castelli che lo circondano (Béhoust, Breteuil, Dampierre, Maisons-Laffitte, Rambouillet, Rosny-sur-Seine, Saint-Germain-en-Laye, Thoiry). Il dipartimento include anche i territori di due parchi naturali regionali: il Parco Naturale dell'Alta Valle di Chevreuse (Haute-Vallée de Chevreuse) e una parte del Parco Naturale del Vexin Francese (Vexin Français).
Lo sviluppo turistico della zona di Versailles ha portato anche alla valorizzazione di notevoli patrimoni artistici in forma museale, fra cui:
- La collezione di arte antica religiosa presso la Chiesa di Craches a Prunay-en-Yvelines
- Il museo delle antichità nazionali presso Saint-Germain-en-Laye
- Il museo delle carrozze presso Versailles

Alcune residenze di artisti e di personaggi storici sono diventate anch'esse meta turistica:
- La casa di André Derain a Chambourcy
- La casa di Elsa Triolet e Louis Aragon a Saint-Arnoult-en-Yvelines
- La casa di Émile Zola a Médan
- La casa di Jean Monnet a Bazoches-sur-Guyonne
- La casa di Maurice Ravel a Montfort-l'Amaury
- La casa di Claude Debussy a Saint-Germain-en-Laye
- La casa di Ivan Sergeevič Turgenev a Bougival
- Il castello di Montecristo, residenza di Alexandre Dumas.